# ROKS Jeon Ju (DD-925)
ROKS Jeong Ju (DD-925) là tàu khu trục lớp Gearing thuộc biên chế của Hải quân Hàn Quốc. Tên tàu có nguồn gốc theo Jeonju, là một thành phố trực thuộc tỉnh của Hàn Quốc. Đây là thủ phủ của tỉnh Jeollabuk. Đây là một trung tâm du lịch quan trọng, nổi tiếng với món ăn Hàn Quốc, những tòa nhà lịch sử và các lễ hội.
Tàu nguyên là USS Rogers (DD-876) được đóng cho Hải quân Hoa Kỳ trong chiến tranh thế giới thứ hai. Tàu có nguồn gốc tên lấy theo ba anh em nhà Rogers — Jack Ellis Rogers Jr., Charles Ethbert Rogers và Edward Keith Rogers — đã hy sinh khi phục vụ trên tàu USS New Orleans (CA-32) trong Trận Tassafaronga ở Quần đảo Solomon vào 30 tháng 11 năm 1942.

## Thiết kế
Con tàu đầu tiên được hạ thủy vào tháng 8 năm 1944, và chiếc cuối cùng được ha thủy vào tháng 3 năm 1946. Trong thời gian đó, Hoa Kỳ đã sản xuất 98 chiếc tàu khu trục lớp Gearing. Lớp Gearing có một cải tiến dường như nhỏ so với lớp Allen M. Sumner trước đó, được đóng từ năm 1943 đến năm 1945. Sự khác biệt chính là "Gearing" đã được tăng chiều dài lên14 foot (4,3 m) ở phần giữa tàu, cho phép tăng bồn nhiên liệu cho phạm vi lớn hơn, một xem xét quan trọng trong hoạt động giai đoạn chiến tranh Thái Bình Dương. Quan trọng hơn về lâu dài, kích thước tăng lên của Gearing đã làm cho chúng phù hợp hơn cho việc nâng cấp hơn là "Allen M. Sumner", như được thấy trong phân lớp phụ thời chiến tranh và hộ tống hộ tống (DDE) được chuyển đổi và hiện đại hóa vào giai đoạn 1960-65.

## Phục vụ Hải quân Hàn Quốc
Rogers đã được ngừng hoạt động vào ngày 19 tháng 2 năm 1981 và bị loại biên chế vào ngày 1 tháng 10 năm 1980. Được chuyển giao sang cho Hàn Quốc vào ngày 11 tháng 8 năm 1981, tàu khu trục phục vụ như là ROKS Jeon Ju (DD 925) cho đến khi ngừng hoạt động vào ngày 31 tháng 12 năm 1999. Tàu khu trục nay là tàu bảo tàng tại Khu du lịch Quốc gia SapKyoHo, nằm ở Dangjin, Chungcheong Nam.